# Station Eisfelder Talmühle
Station Eisfelder Talmühle is een smalspoor-spoorwegstation in de Duitse plaats Ilfeld in de gemeente Harztor in de Duitse deelstaat Thüringen. Het station werd in 1898 geopend aan de Harzquerbahn en heeft een aansluiting op de Selketalbahn sinds 1905.
Quedlinburg ·
Quarmbeck ·
Bad Suderode ·
Gernrode ·
Osterteich ·
Sternhaus-Haferfeld ·
Sternhaus-Ramberg ·
Mägdesprung ·
Drahtzug ·
Alexisbad ·
Harzgerode · 
Silberhütte ·
Strassberg-Glasebach ·
Strassberg ·
Güntersberge ·
Friedrichshöhe ·
Albrechtshaus ·
Stiege ·
Hasselfelde · 
Birkenmoor ·
Eisfelder Talmühle